# The voice of Holland (seizoen 5)
Het vijfde seizoen van The voice of Holland, een Nederlandse talentenjacht, werd van 29 augustus 2014 tot en met 19 december 2014 uitgezonden door RTL 4. De presentatie lag ook dit seizoen weer in handen van Martijn Krabbé en Wendy van Dijk en de jury bestond opnieuw uit Ilse DeLange, Ali B, Marco Borsato en Trijntje Oosterhuis. Wel heeft Winston Gerschtanowitz besloten om te stoppen als backstage presentator. Jamai Loman nam de backstage presentatie over. Tevens neemt Edwin Evers de voice-over over van Martijn Krabbé.

## Fases

### The Blind Auditions
Al voor het begin van het vierde seizoen werd bekend dat er een vijfde seizoen komt en dat de aanmelding was geopend. Daarna werden in de maanden mei en juni 2014 kandidaten uitgenodigd voor de producersauditie. De "Blind Auditions" vonden daarna plaats op 30 juni en op 1, 2 en 3 juli 2014 in studio 24. Nieuw dit seizoen is wanneer er geen van de coaches tijdens een auditie op de knop heeft gedrukt, worden de stoelen niet meer naar de kandidaat gedraaid voor commentaar. De kandidaat moet per direct het podium verlaten.

### The Battle
The Battles werden net als seizoen 3 in studio 24 gehouden. De opnames vonden plaats op 9 en 10 september 2014. Vanaf 17 oktober waren ze te zien op RTL 4.

### Liveshows
De liveshows werden net als bij voorgaande seizoenen gehouden in studio 22. Dit seizoen werden de Clashes geïntroduceerd; twee kandidaten zingen beiden twee zelfgekozen liedjes, waarna er een van beiden doorgaat. Ook nieuw was dat in de finale elke finalist al een eigen, origineel nummer heeft, zodat de kijker wist wat voor stijl te verwachten als de betreffende kandidaat zou winnen.

## Live
Nieuw dit seizoen was The Clashes. In de eerste twee liveshows moesten 2 kandidaten (van dezelfde team) 2 liedjes zingen, om en om. Elke coach onderwierp twee talenten uit het team aan een krachtmeting. Direct na The Clash moest de betreffende coach het aantal punten invullen, die zelf 100 punten kon verdelen onder hun eigen twee kandidaten. In de tussentijd konden de mensen thuis bellen of sms'en, al was de stemtijd beperkt. Daarnaast konden de mensen thuis via hun smartphone of tablet gratis hun stem uitbrengen via de Red Room app, die wel gedownload moest worden via iOS of Android. Ook de mensen thuis konden 100 punten verdelen onder de twee kandidaten. Het totale aantal punten bepaalde welke kandidaat de winnaar was van The Clash en doorging naar liveshow 3.

#### Halve finale
De halve finale was iets anders opgebouwd dan de andere liveshows. De coaches gingen de strijd aan met elkaars kandidaten in De Crossbattles. Door een loting werden twee kandidaten van verschillende teams aan elkaar gekoppeld. Deze twee kandidaten streden tegen elkaar, maar zongen wel hun eigen nummer. De kijkers thuis bepaalden wie van de twee door mag naar de finale. Er moesten 4 finalisten uit komen, maar de kans was groot dat een coach zonder een finalist naar de finale zou gaan. Dit overkwam Ilse DeLange; haar beide kandidaten vielen in de halve finale af.